# Mannersdorf am Leithagebirge (zámek)
Zámek Mannersdorf am Leithagebirge leží v centru dolnorakouského města Mannersdorf am Leithagebirge. Zámek je chráněn památkově chráněn.

## Historie
První zmínka pochází z roku 1301 a vztahuje se k Kalhochovi z Ebersdorfu. Ve 14. století bylo původní sídlo v majetku rodu Trauttmansdorffů, kteří mannersdorfské panství spojili roku 1390 s panstvím Scharfeneck. V roce 1470 bylo sídlo prodáno Ulrichu z Grafenecku, který roku 1500 prodal panství Řádu sv. Jiřího z Korutan. Potom co byl hrad Scharfeneck zásahem blesku roku 1555 značně poničen, byl Mannersdorf povýšen na hlavní panské sídlo v regionu.

V roce 1701 došlo k prodeji zámku Johannem Filipem svobodným pánem z Greifenklau-Vollrathu, jenž získal Mannersdorf od císaře Leopolda I., který roku 1705 přešel na Kryštofa Ernsta hraběte von Fuchs z Bimbachu a Dornheimu. Mezi léty 1719–1740 proběhla barokní přestavba zámku, zadaná Karolinou von Fuchs-Mollard. Během ní vznikl Sál Marie Terezie, pojmenovaný po císařovně, která na zámku pobývala při častých návštěvách místních lázní. Rozprostírá přes dvě podlaží a jehož strop zdobí freska znázorňující boha Apollóna ve slunečním voze. Malba je doplněna o alegorie ročních období. Autor maleb je neznámý; mohlo by se však jednat o někoho z okruhu kolem Bartolomea Altomonteho. V majetku Karoliny zůstal zámek s panstvím Scharfeneck až do její smrti v roce 1754. Její osiřelé dcery postoupily zámek císaři Františku I. Štěpánu Lotrinskému, který panství věnoval své dceři Marii Kristině Habsbursko-Lotrinské a jejímu manželi Albertu Kazimíru Sasko-Těšínskému. Do roku 1918 byl zámek v císařských rukou, poté byl však roku 1939 nacisty zkonfiskován. Roku 1942 se zámek dostal do užívání města. K silnému poškození objektu došlo během obsazení jednotkami ruské armády v roce 1945.
Od roku 1942 je zámek ve vlastnictví města, který ho využívá jako sídlo městského úřadu a byty. Roku 2006 se do části objektu nastěhovala sbírka Edmund-Adler-Galerie, shraňující pozůstalost nositele ocenění Rompreis z roku 1921, Edmunda Adlera. O zřízení galerie se diskutovalo již roku 1989. V roce 2017 došlo k opravě fasády na zámeckém nádvoří.